# 1991 NE1
1991 NE1 är en asteroid i huvudbältet som upptäcktes den 12 juli 1991 av den amerikanske astronomen Henry E. Holt vid Palomarobservatoriet.
Asteroiden har en diameter på ungefär 15 kilometer.